# 天主教基孔戈羅教區
天主教基孔戈羅教區（拉丁語：Dioecesis Ghikongoroënsis）是盧旺達一個羅馬天主教教區，屬基加利總教區。
教區成立於1992年3月6日，包括南部省西南部兩區。2006年有教友249,889人（佔轄區總人口47.8%）、十個堂區、廿三名司鐸。現任教區主教為切莱斯丁·哈兹吉马纳。

## 歷任主教
- 奧斯定·米沙戈†（1992年3月30日——2012年3月12日）
  - 斐理伯·魯坎巴（宗座署理，2012年5月28日——4年11月26日）
- 切莱斯丁·哈兹吉马纳（2014年11月26日——）